# Aporia peloria
Mesapia peloria là một loài bướm ngày kích thước trung bình đến lớn thuộc họ Pieridae, có màu vàng và trắng, được tìm thấy ở Ấn Độ.